# حس

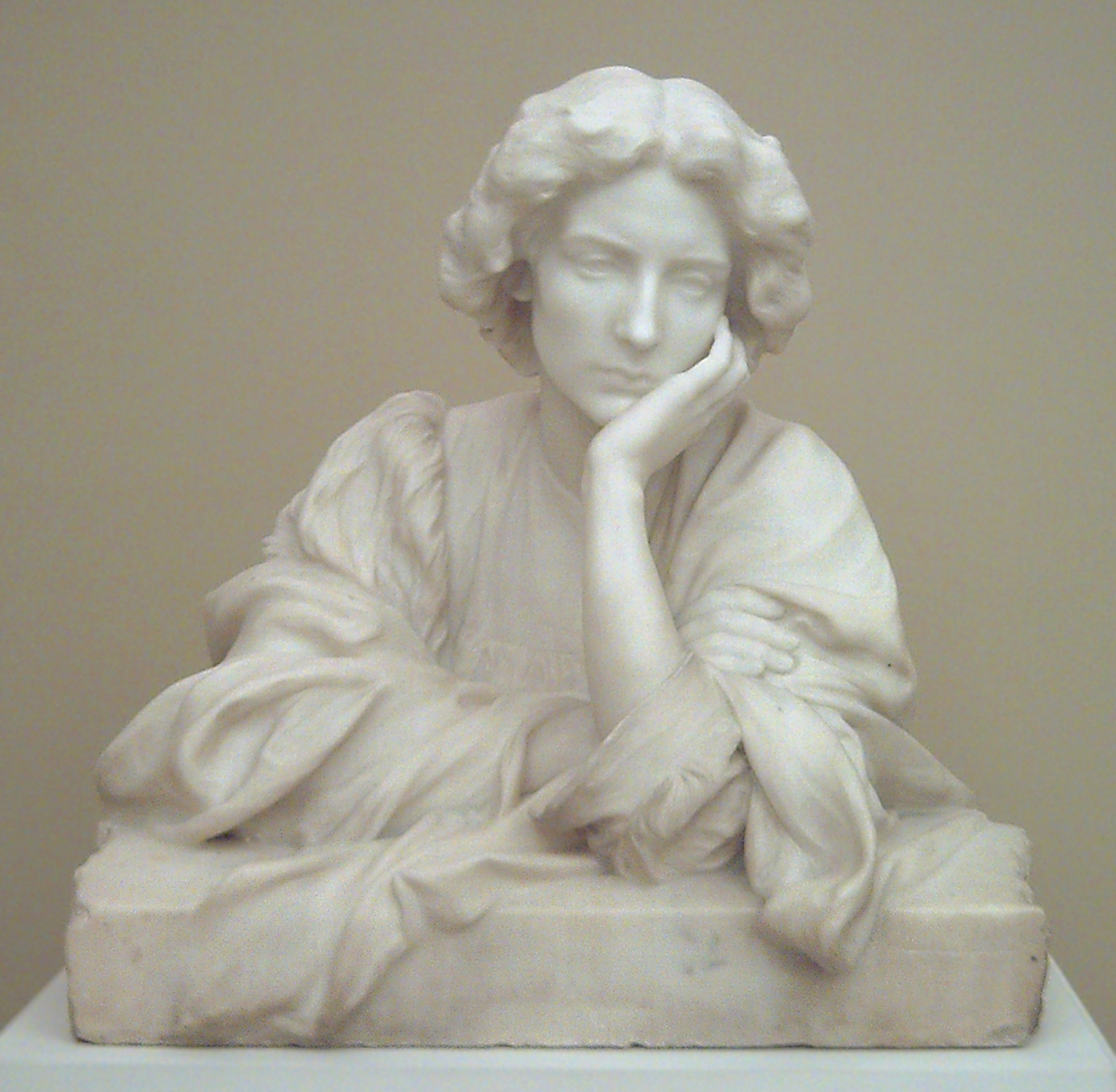

الحس بالكسر هو القوة المدركة النفسانية.
والحواس هي المشاعر الخمس وهي البصر والسمع والذوق والشم واللمس. والحواس جمع الحاسة وهي الخمس المذكورة، والاقتصار على تلك الخمس بناء على أن أهل اللغة لا يعرفون إلا هذه الخمس الظاهرة، كما أن المتكلمين لا يثبتون إلا هذه. وأما الحواس الخمس الباطنة وهي الحس المشترك والخيال والوهم والحافظة والمتصرفة فإنما هي من مخترعات الفلاسفة.

## الشعور
الشعور هو اسم للفعل يشعر واستخدمت الكلمة لأول مرة في اللغة الإنجليزية لوصف الإحساس الجسدي للمس من خلال التجربة أو المعرفة. وتستخدم هذه الكلمة أيضًا لوصف تجارب أخرى غير الإحساس الجسدي للمس، مثل «الشعور بالدفء». وفي اللغة اللاتينية كلمة "sentire" تعني أن يشعر أو يسمع أو يشم وفي علم النفس، عادة ما يتم تخصيص الكلمة للتجربة الشخصية الواعية للعاطفة. علم الظواهر وعلم دراسة الوعي والظواهر العقلية الأخرى هي مناهج فلسفية توفر بعض أساسيات معرفة المشاعر وتعتمد العديد من مدارس العلاج النفسي على فهم الطبيب النفسي لنوع مشاعر العميل، لأي من المناهج القائمة.
إن إدراك العالم المادي لا يؤدي بالضرورة إلى ردة فعل عالمية بين المستقبلين (انظر إلى العواطف)، ولكنه يختلف باختلاف ميل الشخص للتعامل مع الموقف، وكيف يرتبط الموقف بتجارب المستقبل الماضية، وأي عدد من العوامل الأخرى وكما تعرف المشاعر أيضًا بحالة الوعي، مثل التي تنتج عن العواطف أو الأحاسيس أو الرغبات.
يشتري الأشخاص المنتجات على أمل أن المنتج سيجعلهم يشعرون بطريقة معينة: إما بالسعادة أو الحماس أو الجمال، أو بطريقة ما وجدوا أن المنتج مفيدًا على نحو غير مباشر مثل دعم مؤسسة خيرية أو الإيثار لأسباب اقتصادية. يشتري بعض الأشخاص منتجات التجميل على أمل تحقيق حالة من السعادة أو الشعور بجمال النفس أو عمل أو التعبير عن الجمال. تستخدم الأحداث الماضية في حياتنا لتشكيل مخططات في عقولنا ونتوقع أن تتبع حياتنا نصًا معينًا بناءً على التجارب السابقة ومع ذلك، إن رواية القصص والاحتفال بذكرى وحفظها (عدم الرغبة في فرض الذكريات علنا)، والبحث والتحقيق، والعديد من الأنشطة الأخرى يمكن أن تساعد في تهدئة المشاعر المضطربة من دون «الكتابة»، وبدون تردد يمكن التعامل مع هذا الشعور بوكيل، وهذا الأمر ليس صحيحًا دائمًا.
أجرى عالم النفس الاجتماعي دانيال جيلبرت مع باحثين آخرين دراسة حول تأثير المشاعر على الأحداث وأظهرت النتائج أنه عندما تنبأ المشاركون بشعور إيجابي لحدث ما، كلما زادت الفرص أنهم يريدون إعادة عيش الحدث وكانت المشاعر المتوقعة إما قصيرة الأجل أو لا ترتبط بما توقعه المشارك.

## إيذاء النفس
الغضب والسعادة والفرح والتوتر والإثارة هي بعض المشاعر التي يمكن تجربتها في الحياة. وتتفاعل أجسامنا أيضًا عند الاستجابة لهذه المشاعر وعلى سبيل المثال، يمكن أن يؤدي توتر الأعصاب إلى الإحساس بألم في المعدة.
يمكن أن تؤدي المشاعر إلى الأذى وعندما يتعامل الفرد مع قدر هائل من الضغط والمشاكل في حياته، قد يؤدي ذلك إلى إيذاء النفس وعندما يشعر الشخص بشعور جميل لا يريده أن يختفي بينما بالمقابل عندما يشعر بشعور سيئ يريده أن يختفي فوراً ويعتبر إلحاق الأذى أو الألم للنفس هروباً من المشكلة الحقيقية ويقوم هؤلاء الأفراد بتقطيع وطعن وتجويع أنفسهم في محاولة الشعور بشيء أخر بخلاف ما يشعرون به حالياً، لأنهم يعتقدون أن الألم ليس سيئًا مثل مشكلتهم الحقيقية والتشتيت ليس السبب الوحيد وراء اختيار العديد من الأفراد لإلحاق الأذى بالنفس. وإن بعض الأشخاص يلحقون الأذى بأنفسهم لمعاقبة أنفسهم لشعورهم بطريقة معينة.